# ثقب لجام اللسان
ثقب لجام اللسان أو ثقب غشاء اللسان هو ثقب في جسم اللسان خلال اللجام الذي يقع تحت اللسان (لجام اللسان). هذه الثقوب هي ثقوب بسيطة نسبيا، وتلتئم بسرعة، على الرغم من أن لديهم ميل للرفض مع مرور الوقت. اعتمادا على تشريح الفرد، قد لا يكون هذا الثقب مجديا. قد يكون ثقب الغشاء مؤلمًا إلى حد كبير.
يمكن أن تكون الرعاية اللاحقة لثقب لجام اللسان أكثر تعقيدًا من أي ثقوب أخرى. سوف يتلامس شفاء هذا النوع من الثقوب مع أي شيء يدخل الفم، بما في ذلك الطعام والدخان، مما قد يسبب تهيجًا. ثقب اللجام عموما شفاء أسرع من الثقب الجسم الأخرى، على الرغم من انه يمكن توقع فترة الشفاء التي تتراوح ما بين أسبوعين إلى ثمانية أسابيع. يقترح العديد من دارسي الثقوب اللسانية المعتمدين بعض إرشادات الرعاية مثل الامتناع عن ممارسة الجنس عن طريق الفم والدخان، والشطف المنتظم بالماء المالح أو ماء الملح الخالي من اليود المعالج.
ويوصي العديد من المحترفين بالشطف باستخدام خليط 50/50 من غسول الفم والماء المقطر أو الماء المتعادل الحموضة والغسولات غير الكحوليه مثل Dentyl pH بعد الأكل أو الشرب أو التدخين، أو ببساطة الشطف كل ساعة.

## المجوهرات
سواء مجوهرات الحلقات أو ستايل المجوهرات الحديدية فانه يمكن ارتدائها في هذا النوع من الثقوب.

## التاريخ والثقافة
هذا الثقب ذو أصل معاصر، ظهر لأول مرة في التسعينيات. كما يشار إليه عادة بخرق غشاء اللسان أو مارلي.

## الروابط الخارجية
- Body Modification E-zine entry on tongue web piercings
- Body Modification E-zine entry on sublingual damage
- Body Piercing Blog On Tongue Web Piercing

قالب:ثقوب الجسم